# شبگرد دم‌دراز
شبگرد دم‌دراز (نام علمی: Caprimulgus climacurus) نام یک گونه از تیره شبگردان است.